# Sohan
Der ca. 250 km lange Sohan (Urdu دریائے سواں, englisch Soan oder Swaan) ist ein linker, d. h. östlicher, Nebenfluss des Indus in Pakistan.

## Verlauf
Der Sohan entspringt nahe Patriata in den Siwalik-Bergen, einem südlichen Vorgebirge des Himalaya, ca. 40 km ostnordöstlich von Islamabad. Der Fluss durchfließt den Nordwesten der Provinz Punjab. Im Oberlauf wird er von der Simly-Talsperre aufgestaut. Der Sohan strömt in südwestlicher Richtung südlich an Rawalpindi vorbei und wendet sich allmählich in Richtung Westsüdwest. Schließlich erreicht er den Indus bei der Stadt Sohan.

## Geschichte
Das etwa 70 km lange Sohan-Tal (auch Soan- oder Soon-Tal) im Norden Pakistans gilt – zusammen mit östlich angrenzenden Gebieten der Siwalik-Kette – als die älteste Kulturregion des indischen Subkontinents. Während der britischen Kolonialzeit galten die hier lebenden Awan als „kriegerische Rasse“ (martial race).